# Вон (Дром)
Вон (фр. Veaunes) — колишній муніципалітет у Франції, у регіоні Овернь-Рона-Альпи, департамент Дром. Населення — 289 осіб (2011).
Муніципалітет був розташований на відстані близько 470 км на південний схід від Парижа, 80 км на південь від Ліона, 17 км на північ від Валанса.

## Історія
До 2015 року муніципалітет перебував у складі регіону Рона-Альпи. Від 1 січня 2016 року належав до нового об'єднаного регіону Овернь-Рона-Альпи.
1 січня 2016 року Вон і Меркюроль було об'єднано в новий муніципалітет Меркюроль-Вон.

## Демографія
Динаміка населення (INSEE ):
Розподіл населення за віком та статтю (2006):
| Стать | Всього | До 15 років | 15-24 | 25-44 | 45-64 | 65-85 | Понад 85 |
| --- | ------ | ----------- | ----- | ----- | ----- | ----- | -------- |
| Чоловіки | 140    | 42          | 12    | 31    | 39    | 16    | 0        |
| Жінки | 137    | 32          | 20    | 42    | 39    | 4     | 0        |
| \| Статево-вікова піраміда \| Статево-вікова піраміда \| Статево-вікова піраміда \| \| ----------------------- \| ----------------------- \| ----------------------- \| \| Чоловіки \| Вік \| Жінки \| \| 0 \| 85 + \| 0 \| \| 0 \| 80-84 \| 4 \| \| 0 \| 75-79 \| 0 \| \| 8 \| 70-74 \| 0 \| \| 8 \| 65-69 \| 0 \| \| 12 \| 60-64 \| 12 \| \| 12 \| 55-59 \| 8 \| \| 15 \| 50-54 \| 15 \| \| 0 \| 45-49 \| 4 \| \| 0 \| 40-44 \| 4 \| \| 19 \| 35-39 \| 19 \| \| 12 \| 30-34 \| 15 \| \| 0 \| 25-29 \| 4 \| \| 4 \| 20-24 \| 8 \| \| 8 \| 15-20 \| 12 \| \| 15 \| 10-14 \| 12 \| \| 12 \| 5-9 \| 12 \| \| 15 \| 0-4 \| 8 \| |        |             |       |       |       |       |          |
| Статево-вікова піраміда |        |             |       |       |       |       |          |
| Чоловіки | Вік    | Жінки       |       |       |       |       |          |
| 0 | 85 +   | 0           |       |       |       |       |          |
| 0 | 80-84  | 4           |       |       |       |       |          |
| 0 | 75-79  | 0           |       |       |       |       |          |
| 8 | 70-74  | 0           |       |       |       |       |          |
| 8 | 65-69  | 0           |       |       |       |       |          |
| 12 | 60-64  | 12          |       |       |       |       |          |
| 12 | 55-59  | 8           |       |       |       |       |          |
| 15 | 50-54  | 15          |       |       |       |       |          |
| 0 | 45-49  | 4           |       |       |       |       |          |
| 0 | 40-44  | 4           |       |       |       |       |          |
| 19 | 35-39  | 19          |       |       |       |       |          |
| 12 | 30-34  | 15          |       |       |       |       |          |
| 0 | 25-29  | 4           |       |       |       |       |          |
| 4 | 20-24  | 8           |       |       |       |       |          |
| 8 | 15-20  | 12          |       |       |       |       |          |
| 15 | 10-14  | 12          |       |       |       |       |          |
| 12 | 5-9    | 12          |       |       |       |       |          |
| 15 | 0-4    | 8           |       |       |       |       |          |

## Економіка
2010 року серед 191 особи працездатного віку (15—64 років) 138 були активними, 53 — неактивними (показник активності 72,3%, у 1999 році було 68,3%). З 138 активних мешканців працювало 129 осіб (67 чоловіків та 62 жінки), безробітними було 9 (4 чоловіки та 5 жінок). Серед 53 неактивних 20 осіб було учнями чи студентами, 19 — пенсіонерами, 14 були неактивними з інших причин.

У 2010 році в муніципалітеті числилось 106 оподаткованих домогосподарств, у яких проживали 279,0 особи, медіана доходів виносила 19 290 євро на одного особоспоживача